# Schloss Allenbach

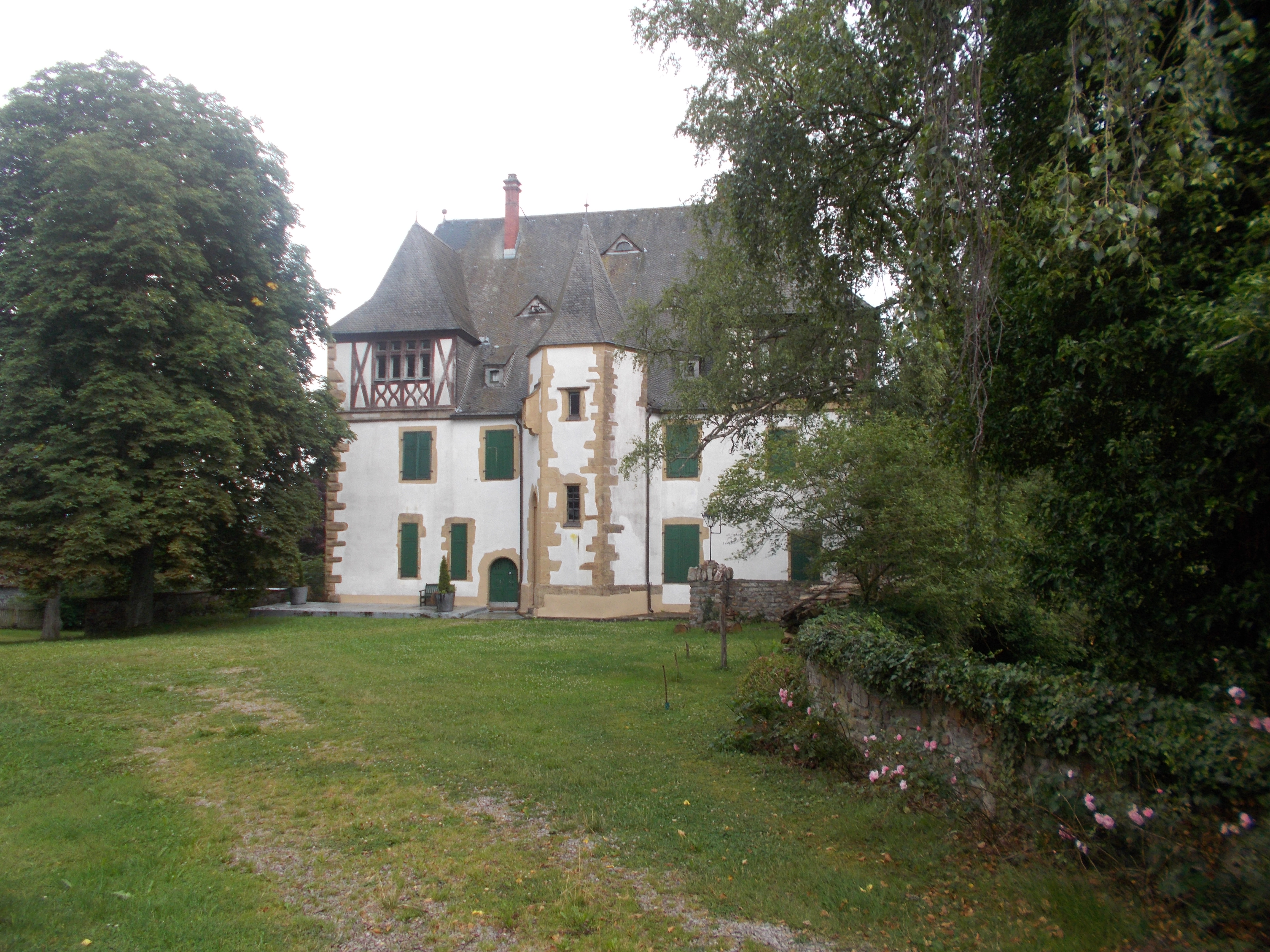
Schloss Allenbach

Das Schloss Allenbach ist eine abgegangene Niederungsburg und späteres Schloss in der Ortsgemeinde Allenbach in der Verbandsgemeinde Herrstein in Rheinland-Pfalz.

## Geschichte
Anstelle des Schlosses stand die Sponheimer Burg Ellenbach, die 1265 erstmals erwähnt wird. Diese Burg wurde vom Hohlbach umflossen und besaß einen runden etwa fünf Meter breiten Bergfried. Ab Ende des 15. Jahrhunderts wurde die Anlage mehrfach umgebaut, wobei bis 1585 die Verteidigungsanlagen noch dominierten.
Dass das Schloss nach dem Einmarsch der französischen Revolutionstruppen nicht zerstört wurde, ist dem letzten Allenbacher Hüttenherrn Johann Mathias Sauermilch zu verdanken. Sauermilch wohnte seinerzeit im Schloss und richtete dort eine Leineweberei ein. 1898 wurde das Schloss an Max Purper für 5500 Mark verkauft, der die Außenfassade erhielt, aber das Intérieur entscheidend umgestaltete. Fünf Jahre lang restaurierte er unter der  Leitung der Frankfurter Architekten Müller und Rummel das Schloss und erneuerte Dachboden, Fenster Türen, Böden, Putz und Gips. Seit 1906 hat die Anlage einen Wasseranschluss, seit 1920 gibt es Elektrizität.
Das Gebäude steht heute unter Denkmalschutz.
Seit der Restauration durch Max Purper befindet sich Schloss Allenbach in Familien- und Privatbesitz, öffnet jedoch immer wieder anlässlich von Führungen und Events Besuchern seine Pforten.

## Gebäude
Das Gebäude ist ein spätgotischer zweigeschossiger Wohnbau in Bruchsteinmauerwerk mit Fachwerkerkern und einzelnen Wehrelementen. Auffällig ist der polygonale Treppenturm an der Vorderfront.  In der Zeit zwischen 1528 und 1601 wurde das Schloss unter Zuhilfenahme alter Burgteile erbaut.
In einer Zeichnung eines Kurtrierer Geometers um 1585 ist ein unregelmäßig gegliederten Baukörper auf ca. 700 m² Fläche mit einem zentralen Rundturm zu erkennen. Auf dem Schlosshof war eine Zisterne. Das heutige Tor war eine Zugbrücke mit darunterliegendem Gefängnis. Bei Freilegungen durch Max Purper wurde entdeckt, dass einst ein umlaufender, 30 m langer und 10 m breiter Wassergraben vorhanden war. Von der Burg sind im Innenhof noch Fundamente sowie die Zisterne und Teile der Außenmauern erhalten.
Es ist neben dem Schloss Gemünden das einzige bewohnbare Schloss im Hunsrück.